# Grünewald (Overath)
Grünewald ist ein Ortsteil von Untereschbach in der Stadt Overath im Rheinisch-Bergischen Kreis in Nordrhein-Westfalen, Deutschland.

## Lage und Beschreibung
Der Ortsteil Grünewald  befindet sich im Sülztal im äußersten Westen der Gemeinde Overath an der Grenze zu Bergisch Gladbach. Er ist über die Landesstraße 284 zu erreichen,  die hier Hoffnungsthaler Straße heißt und die Rösrath mit Lindlar verbindet. Naheliegende Orte sind Daubenbüchel, Unterauel, Mittelauel, Großbuchholz und die aufgelassene Grube Grünewald.

## Geschichte
Mitte des 19. Jahrhunderts wurde westlich von Mittelauel und Daubenbüchel eine  Buntmetallerz-Grube gemutet, die Grube Grünewald. Nach Ende der Abbaus 1905 wurden auf dem Grubenfeld von 1930 bis 1978  sandigen Rückstände aus der Flotation der Grube Lüderich abgelagert.

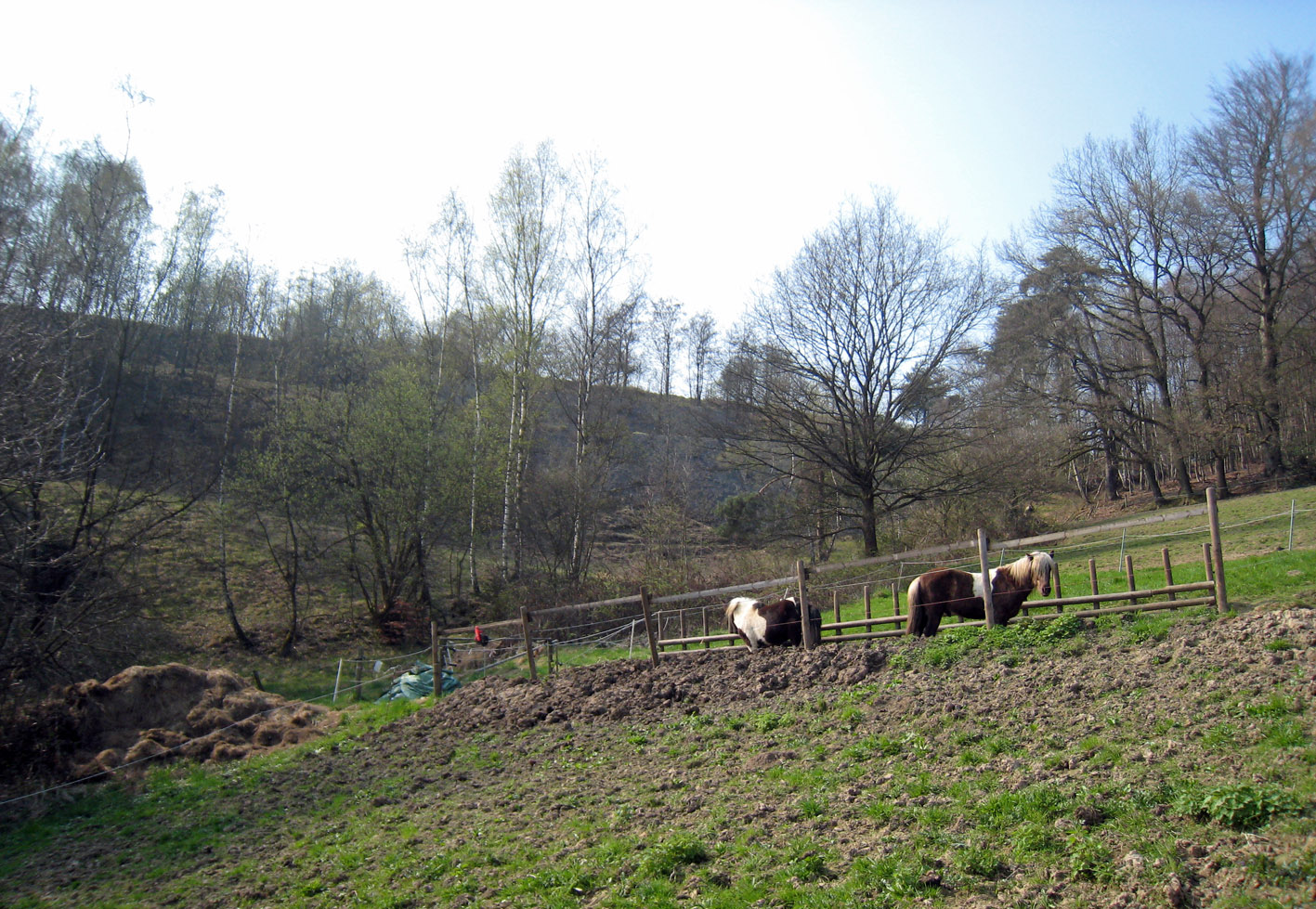
Der Damm des Flotationslagerbeckens oberhalb von Grünewald

Am Fuß des großen Damms des Ablagerungsbeckens entstand ebenfalls in der ersten Hälfte des 20. Jahrhunderts der Wohnplatz Grünewald. 
Er erscheint kartografisch erstmals in der Ausgabe 1949 des Messtischblatts Overath der Topografischen Karte 1:25.000.